# نادي ميلوناريوس
نادي ميلوناريوس لكرة القدم (بالإسبانية: Millonarios Fútbol Club) هو نادي كرة قدم كولومبي تأسس في 18 يونيو 1946، و يقع في مدينة بوغوتا. يلعب حالياً في الدوري الكولومبي لكرة القدم.